# Schäck
Schäck ist ein Familienname, der vor allem im deutschen, aber auch stark im  niederländischen,  belgischen und  französischen Raum verbreitet ist.

## Herkunft
Der Name stammt von Schecke ab,  einem kurzen, den Körper betonenden  Rock für Männer aus der Mitte des 14. Jahrhunderts.

## Varianten
Die Schreibweise Scheck ist ebenso weit verbreitet. Andere Varianten des ursprünglichen Wortes sind Schecke, Schäcke, Schäcker, Schäck und Schöck. Im Niederländischen existieren auch viele Van Schaeck oder De Schaeck.

## Namensträger
- Thore Schäck (* 1985), deutscher Politiker (FDP), MdBB